# Сільмаш (Ковель)
Футбольний клуб «Сільмаш» — колишній український футбольний клуб з міста Ковеля. Існував у 1972—1999 роках.

## Історія

### 1972—1979
У 1972 році в Ковелі при заводі «Ковельсільмаш» було створено нову футбольну команду, яка, відповідно до специфіки спонсора, отримала назву «Сільмаш» (Ковель). Основу команди склали гравці щойно розформованого ковельського «Спартака». Перший офіційний поєдинок новий колектив провів проти земляків з «Локомотива» й переміг суперника на його ж стадіоні — 1:0. Цей матч став початком тривалого й безкомпромісного суперництва двох ковельських команд. У першому ж сезоні «Сільмашу» вдалося досить вдало зіграти в першості області і, здобувши 15 перемог у 18 матчах, завоювати чемпіонське звання. Того року «Сільмаш» міг оформити й «дубль», але у фіналі Кубка області поступився луцькому «Торпедо» — 1:2.
Наступного року «Сільмаш» дебютував у Чемпіонаті УРСР серед КФК, де, як для новачка, виступив досить непогано, посівши четверте місце в зоні, де виступали львівські «Сокіл» та СКА. На обласній арені в 1973 році знову завойовано золоті медалі, а також «Сільмаш» вперше виграв Кубок області, здолавши у фіналі нововолинський «Шахтар» — 3:0. Надалі ж сільмашівці, яким було проблемно виступати відразу на «два фронти» (першість УРСР та першість області), почали здавати завойовані позиції. У першості республіки «Сільмаш» відігравав роль «середнячка», а в обласних змаганнях хоча й тримався серед лідерів, але втримати безперечне панування не зумів. У 1975 році ковельці втретє стали чемпіонами, а в 1975 і 1976 роках вигравали Кубок. Проте у другій половині 1970-х лідерство на обласній арені перейшло до луцького «Приладу» на чолі з Віталієм Кварцяним, конкурувати з яким «Сільмашу» так і не вдалося.

### У боротьбі за лідерство (1980—1995)
Черговий сплеск в історії команди відбувся 1980 року, коли «Сільмаш» повернув собі звання чемпіона та виграв Кубок області. У цьому ж сезоні ковельці знову вийшли й на всеукраїнську арену, взявши участь у чемпіонаті УРСР серед КФК. Наступні чотири роки можна вважати «золотою ерою» «Сільмашу». Тричі поспіль (1982—1984) ковельці ставали чемпіонами Волині, у 1981 році взяли «срібло» й виграли Кубок. Та найбільших успіхів команда досягла в республіканській першості. Три роки «Сільмаш» боровся за перемогу в зоні й вихід до фінального турніру. Однак, у 1981 та 1983 роках ковельці фінішували третіми, а в 1982 посіли друге місце, лише трьома очками поступившись івано-франківському «Локомотиву».
У цей самий час в обласній першості зростав черговий претендент на гегемонію місцевого масштабу — луцький «Підшипник». І в 1985 році «Сільмаш» змушений був поступитися новому конкуренту чемпіонським званням. Як виявилося — надовго. Незважаючи на усі старання обійти луцький клуб, ковельчанам не вдавалося це зробити ані в чемпіонаті, ані в розіграшах Кубка області. У першості суперників зазвичай розділяли одне-два очка, проте завжди — на користь «Підшипника». А з 1988 по 1993 роки «Сільмаш» п'ять разів пробивався до фіналу обласного Кубка, та у всіх випадках був битий своїм конкурентом. Здобувши чотири «срібла» поспіль, «Сільмаш» згодом почав здавати. У 1989 році ковельці створили «сенсацію», не пробившись до фінального турніру першості, і посіли лише дев'яте місце. А в наступні роки отримали ще одного конкурента — луцький «Електрик».
У 1990 році «Сільмаш» за ініціативи В'ячеслава Гича першим з обласних аматорських команд був переформатований на самостійний футбольний клуб. Наступного сезону за інціативи керівництва міста та клубу зроблено спробу повернути місце в першості КФК. Проте команда, керована відомим в минулому футболістом Сергієм Міхіним, не змогла витримати одночасну боротьбу на «два фронти». Відтак у чемпіонаті області ковельці фінішували третіми, а з першості КФК знялися після восьми турів.
З початком дев'яностих «Сільмаш» вирішив переключитися виключно на Чемпіонат України серед аматорів. Після невдалого повернення в сезоні 1992-93, коли команда посіла останнє місце, ковельці поступово пішли вгору і в чемпіонаті 1994-95 років фінішували на четвертому місці в зоні, випередивши на одну сходинку одвічного суперника — луцький «Підшипник».

### Згасання (1996—1999)
Розвал всеукраїнської першості аматорів у середині 90-х та фінансова криза в країні змусили «Сільмаш» повернутися до обласних змагань. Однак, як виявилося, команда вже була неспроможна на високі здобутки. Найкращі гравці перебралися до нового лідера ковельського футболу — ФК «Ковель» і сільмашівцям вже не вдавалося пробитися навіть до трійки призерів Чемпіонату області. Останнім випробуванням став сезон 1998/99 років. Через нестачу фінансів команда змушена була об'єднатися зі своїм найпринциповішим опонентом — ковельським «Локомотивом», дербі з яким у 70-80-х роках нерідко завершувалися бійками як на полі, так і на трибунах. Проте таке протиприродне об'єднання не врятувало команду, яка у свій останній сезон називалася «Сільмаш-Локомотив». Завершивши чемпіонат лише на восьмому місці, «Сільмаш» змушений був припинити своє існування.

## Статистика виступів

### «Сільмаш» у чемпіонатах Волинської області
| Сезон               | І  | В  | Н | П  | М'ячі    | Очок | Місце  |
| ------------------- | -- | -- | - | -- | -------- | ---- | ------ |
| 1972                | 18 | 15 | 1 | 2  | 60 — 12  | 31   | 1 з 10 |
| 1973                | 12 | 9  | 3 | 0  | 25 — 6   | 21   | 1 з 7  |
| 1974                | 14 |    |   |    |          |      | 4 з 8  |
| 1975                | 14 |    |   |    |          |      | 1 з 8  |
| 1976                | 16 | 12 | 1 | 3  | 43 — 14  | 25   | 3 з 9  |
| 1977                | 18 | 13 | 2 | 3  | 58 — 23  | 28   | 3 з 10 |
| 1978                | 20 | 11 | 4 | 5  | 46 — 21  | 26   | 3 з 11 |
| 1979                | 22 | 16 | 2 | 4  | 73 — 25  | 34   | 2 з 12 |
| 1980                | 26 | 20 | 3 | 3  | 61 — 28  | 43   | 1 з 14 |
| 1981                | 26 | 17 | 7 | 2  | 61 — 24  | 41   | 2 з 14 |
| 1982                | 14 | 12 | 2 | 0  | 44 — 11  | 26   | 1 з 8  |
| 1983                | 14 | 9  | 5 | 0  | 24 — 6   | 23   | 1 з 8  |
| 1984                | 12 | 6  | 6 | 0  | 25 — 9   | 18   | 1 з 7  |
| 1985                | 22 | 18 | 2 | 2  | 75 — 24  | 38   | 2 з 12 |
| 1986                | 22 | 16 | 3 | 3  | 68 — 20  | 35   | 2 з 12 |
| 1987                | 22 | 18 | 0 | 4  | 55 — 15  | 36   | 2 з 12 |
| 1988                | 22 | 13 | 8 | 1  | 49 — 14  | 35   | 2 з 12 |
| 1989                | 10 | 5  | 0 | 5  | 28 — 16  | 10   | 4 з 6  |
| Фінал за 9-16 місця | 14 | 9  | 4 | 1  | 50 — 19  | 22   | 9 з 23 |
| 1990                | 30 | 27 | 2 | 1  | 132 — 17 | 56   | 2 з 16 |
| 1991                | 30 | 19 | 5 | 6  | 110 — 38 | 43   | 3 з 16 |
| 1992                | 14 | 9  | 3 | 2  | 42 — 17  | 21   | 2 з 8  |
| Фінал               | 2  | 0  | 0 | 2  | 2 — 4    | 0    | 4 з 4  |
| 1995/96             | 16 | 9  | 3 | 4  | 28 — 13  | 38   | 2 з 9  |
| Фінал               | 3  | 0  | 0 | 3  | 2 — 19   | 0    | 4 з 4  |
| 1996/97             | 30 | 15 | 5 | 10 |          | 50   | 5 з 16 |
| 1997/98             | 30 | 13 | 4 | 13 | 49 — 45  | 43   | 8 з 16 |
| 1998/99             | 26 | 11 | 1 | 14 | 45 — 50  | 34   | 8 з 14 |
| 1999 (осінь)        | 12 | 4  | 4 | 4  | 24 — 19  | 16   | 4 з 7  |

### Усі фінали «Сільмашу» в Кубку Волинської області
| Сезон   | Учасники фінального матчу            | Рахунок |
| ------- | ------------------------------------ | ------- |
| 1972    | «Торпедо» Луцьк — «Сільмаш»          | 2:1     |
| 1973    | «Сільмаш» — «Шахтар» Нововолинськ    | 3:0     |
| 1975    | «Сільмаш» — «Механізатор» Рожище     | 1:0     |
| 1976    | «Сільмаш» — «Локомотив» Ковель       | 5:3     |
| 1978    | «Прилад» Луцьк — «Сільмаш»           | 2:0     |
| 1980    | «Сільмаш» — «Підшипник» Луцьк        | 5:1     |
| 1981    | «Сільмаш» — «Торпедо» Луцьк          | 5:1     |
| 1982    | «Прилад» Луцьк — «Сільмаш»           | 1:0     |
| 1988    | «Підшипник» Луцьк — «Сільмаш»        | 2:1     |
| 1990    | «Підшипник» Луцьк — «Сільмаш»        | 1:0     |
| 1991    | «Підшипник» Луцьк — «Сільмаш»        | 0:0     |
| 1991    | «Сільмаш» — «Шахта № 9» Нововолинськ | 2:1     |
| 1992    | «Підшипник» Луцьк — «Сільмаш»        | 5:1     |
| 1993/94 | «Підшипник» Луцьк — «Сільмаш»        | 2:1     |

Примітка: у 1991 р. Кубок розігрувався у одноколовому турнірі серед 3-х команд

### «Сільмаш» у чемпіонатах УРСР серед КФК
| Сезон  | Зона | І   | В  | Н  | П  | М'ячі     | Очок | Місце  |
| ------ | ---- | --- | -- | -- | -- | --------- | ---- | ------ |
| 1973   | 1    | 14  | 5  | 6  | 3  | 14 — 14   | 16   | 4 з 8  |
| 1974   | 2    | 12  | 4  | 2  | 6  | 18 — 23   | 10   | 6 з 7  |
| 1975   | 2    | 14  | 6  | 2  | 6  | 15 — 22   | 14   | 4 з 8  |
| 1976   | 2    | 20  | 8  | 3  | 9  | 30 — 32   | 19   | 7 з 11 |
| 1980   | 2    | 22  | 8  | 5  | 9  | 19 — 33   | 21   | 7 з 12 |
| 1981   | 2    | 22  | 12 | 6  | 4  | 28 — 16   | 30   | 3 з 12 |
| 1982   | 1    | 12  | 7  | 3  | 2  | 16 — 6    | 17   | 2 з 7  |
| 1983   | 2    | 14  | 8  | 1  | 5  | 19 — 7    | 17   | 3 з 8  |
| 1984   | 2    | 14  | 5  | 3  | 6  | 7 — 12    | 13   | 5 з 8  |
| 1985   | 2    | 12  | 3  | 5  | 4  | 13 — 17   | 11   | 5 з 7  |
| Всього |      | 156 | 66 | 36 | 64 | 179 — 182 | 158  |        |

### «Сільмаш» у чемпіонатах України серед аматорів
| Сезон   | Зона | І  | В  | Н  | П  | М'ячі    | Очок | Місце   |
| ------- | ---- | -- | -- | -- | -- | -------- | ---- | ------- |
| 1992-93 | 1    | 24 | 2  | 7  | 15 | 19 — 56  | 11   | 13 з 13 |
| 1993-94 | 1    | 26 | 10 | 5  | 11 | 30 — 31  | 35   | 8 з 14  |
| 1994-95 | 2    | 24 | 10 | 6  | 8  | 24 — 24  | 36   | 4 з 13  |
| Всього  |      | 74 | 22 | 18 | 34 | 73 — 111 | 82   |         |

## Досягнення
- Чемпіон Волинської області: 1972, 1973, 1975, 1980, 1982, 1983, 1984;
- Срібний призер чемпіонату Волинської області: 1979, 1981, 1985, 1986, 1987, 1988, 1990;
- Бронзовий призер чемпіонату Волинської області: 1976, 1977, 1978, 1991;
- Володар Кубка Волинської області: 1973, 1975, 1976, 1980, 1981;
- Фіналіст Кубка Волинської області: 1972, 1978, 1982, 1988, 1990, 1991, 1992, 1994.